# Parabemisia
Parabemisia is een geslacht van halfvleugeligen (Hemiptera) uit de familie witte vliegen (Aleyrodidae), onderfamilie Aleyrodinae.
De wetenschappelijke naam van dit geslacht is voor het eerst geldig gepubliceerd door Takahashi in 1952. De typesoort is Parabemisia maculata.

## Soorten
Parabemisia omvat de volgende soorten:
- Parabemisia aceris (Takahashi, 1931)
- Parabemisia indica Meganathan & David, 1994
- Parabemisia jawani Martin, 1985
- Parabemisia lushanensis Ko & Luo, 1999
- Parabemisia maculata Takahashi, 1952
- Parabemisia myricae (Kuwana, 1927)
- Parabemisia myrmecophila Martin, 1985